# フアン・カルロス・アルテチェ
フアン・カルロス・アルテチェ・ゴメス（Juan Carlos Arteche Gómez、1957年4月11日 - 2010年10月13日）は、スペイン・マリアーニョ出身の元サッカー選手。ポジションはDFだった。
主にセンターバックとして活躍し、フィジカルの強さ、上背を活かした空中戦で当時のスペインを代表する選手だった。キャリアの大半をアトレティコ・マドリードで送り、公式戦400試合以上に出場した。

## クラブ経歴
学生時代には恵まれた体格からバスケットボールを薦められたが、サッカーを選択。17歳でラシン・サンタンデールとプロ契約を交わした。1975-76シーズンはジムナスティック・タラゴナへと貸し出され、若手選手として経験を積んだ。

### ラシン・サンタンデール
1976-77シーズン、当時1部に在籍していたラシン・サンタンデールに復帰した。翌1977-78シーズンは序盤戦から低迷し、リーグ最下位に転落するも、ともにユースから昇格してきたマルコス・アロンソやキケ・セティエンらの活躍もありなんとか降格は免れた。アロンソとセティエンは後にアトレティコ・マドリードとスペイン代表で同僚になる2人である。

### アトレティコ・マドリード
1978年、21歳でアトレティコ・マドリードへと移籍した。アトレティコ・マドリードは11シーズンもの間クラブの中心選手としてプレーし、キャリア後期にはキャプテンも務めた。1985年にはコパ・デル・レイとスーペルコパ獲得に大きく貢献した。翌年にはUEFAカップウィナーズカップ決勝にたどり着いた試合で先発フル出場したが、FCディナモ・キーウに0-3で敗れている  。アルテチェは、アトレティコ・デ・マドリードでリーグ戦に出場した試合数が308試合で、アデラルド・ロドリゲス(401)、トマス・レニョネス(367)、エンリケ・コリャル(338)に次ぐ史上4人目の選手である。
2010年10月13日、癌との長い闘病生活を経て死去した。

## タイトル
アトレティコ・マドリード
- コパ・デル・レイ : 1回 (1984-85)
- スーペルコパ : 1回 (1985)